# Глазчатый хвостокол
Глазчатый хвостокол (лат. Potamotrygon motoro) — вид скатов рода речных хвостоколов одноимённого семейства из отряда хвостоколообразных скатов. Обитает в тропических водах крупных рек Южной Америки, прежде всего в Амазонке и Ориноко. Максимальная зарегистрированная длина 100 см. Грудные плавники этих скатов образуют округлый диск, ширина которого примерно равна длине. Спинные и хвостовой плавники отсутствуют. В средней части хвостового стебля расположен ядовитый шип. Ценится у аквариумистов как декоративная рыба, подходит для разведения в неволе.

## Таксономия
Впервые вид был научно описан в 1841 году. Видовой эпитет представляет собой аборигенное (Куяба, Бразилия) название данного ската.  Синтипы: особи длиной 37,4—65,5 см, содержащиеся в коллекции Музея естествознания (Вена).  

## Ареал
Глазчатые хвостоколы обитают в Южной Америке, в тропических водах бассейна Параны, Амазонки и Ориноко, на территории Аргентины, Бразилии, Уругвая и Парагвая. Они встречаются в спокойных водах, особенно в пограничной зоне лагун, ручьев и рек на песчаном дне. 

## Описание
Широкие грудные плавники речных глазчатых хвостоколов срастаются с головой и образуют овальный диск. Спинные плавники и хвостовой плавник отсутствуют. Позади глаз расположены брызгальца. Брюшные плавники закруглены и почти полностью прикрыты диском. На вентральной стороне диска расположены ноздри и 5 пар жаберных щелей.  Хвост довольно короткий и толстый по сравнению с другими представителями семейства речных хвостоколов. На его дорсальной поверхности имеется ядовитый шип. Каждые 6—12 месяцев он обламывается и на его месте вырастает новый. У основания шипа расположены железы, вырабатывающие яд, который распространяется по продольным канавкам. В обычном состоянии шип покоится в углублении из плоти, наполненном слизью и ядом. 
Окраска тела чаще серо-коричневого цвета с рисунком из жёлто-оранжевых глазков. Вентральная сторона диска белая. Молодые особи окрашены ярче взрослых. Максимальная зарегистрированная длина 100 см, а вес 15 кг. Дорсальная поверхность диска покрыта чешуёй. 

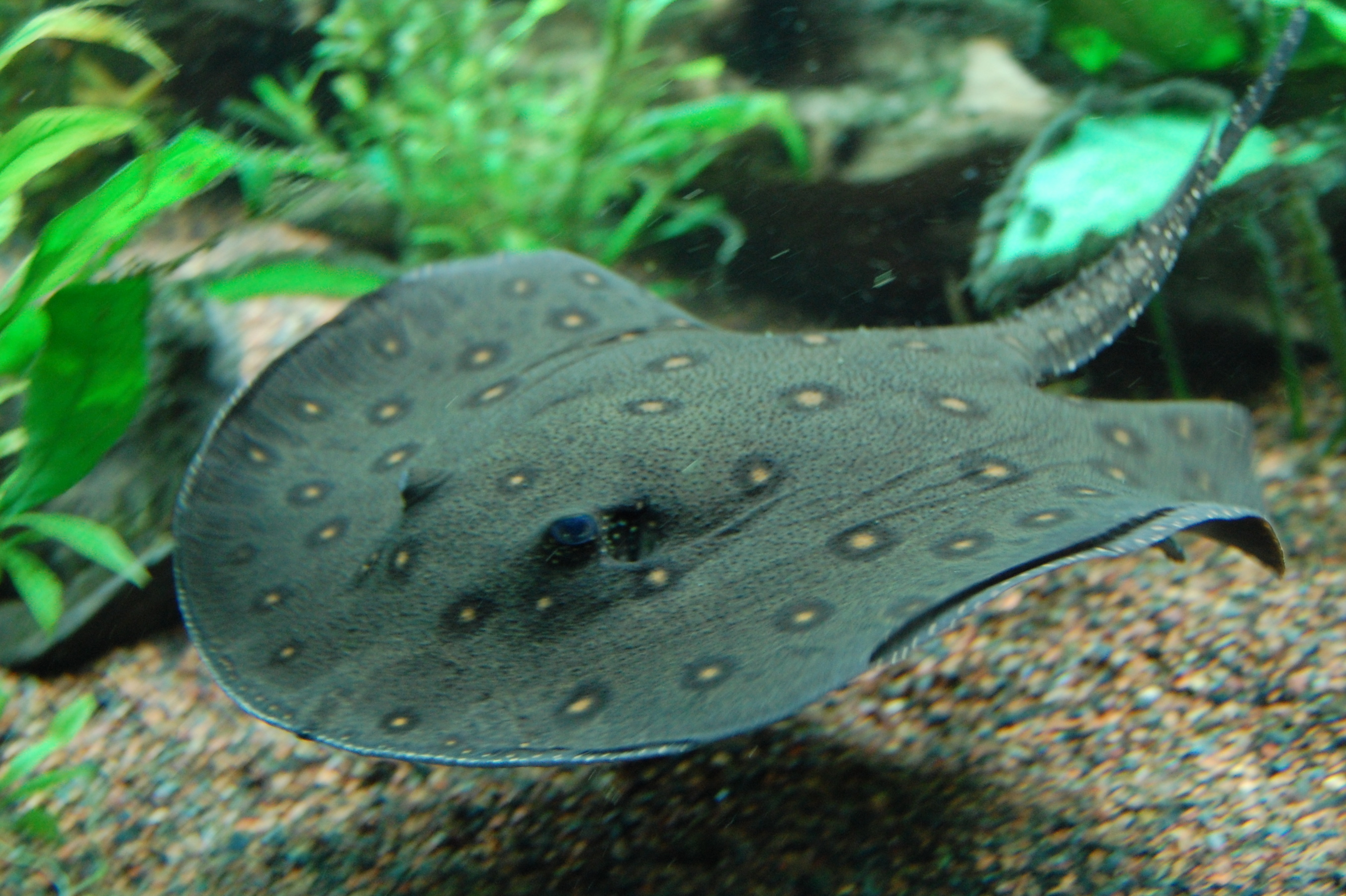
Глазчатые хвостоколы легко уживаются в неволе.

## Биология
Глазчатые хвостоколы  размножаются яйцеживорождением. Период беременности длится примерно от 3-х до 4-х месяцев. В помёте от 3 до 21 новорожденных. По одним данным численность помёта всегда нечётная, по другим — зарегистрирован случай появления на свет в неволе 16 новорожденных. Количество потомства напрямую коррелирует с размером самки. Новорожденные появляются на свет полностью сформированными и готовыми к самостоятельной жизни. Наименьшая длина зародыша на поздней стадии развития составляла 9,5 см, а наибольшая 13,5 см. Глазчатые хвостоколы достигают половой зрелости при длине диска 30—35 см, что соответствует возрасту 3 года. Сразу после рождения глазчатые хвостоколы питаются планктоном, рацион молоди пополняется небольшими моллюсками, ракообразными и личинками речных насекомых. Взрослые скаты охотятся в том числе и на костистых рыб.
Глазчатые хвостоколы ведут дневной и/или ночной образ жизни в зависимости от возраста. В поисках червей, мелких ракообразных, брюхоногих и двустворчатых моллюсков и рыб они взрыхляют речной грунт. Ночью они подходят к прибрежному мелководью, где закапываются до следующего утра. Молодые скаты часто зарываются в дневное время, выходя на поиски корма только в тёмное время суток.

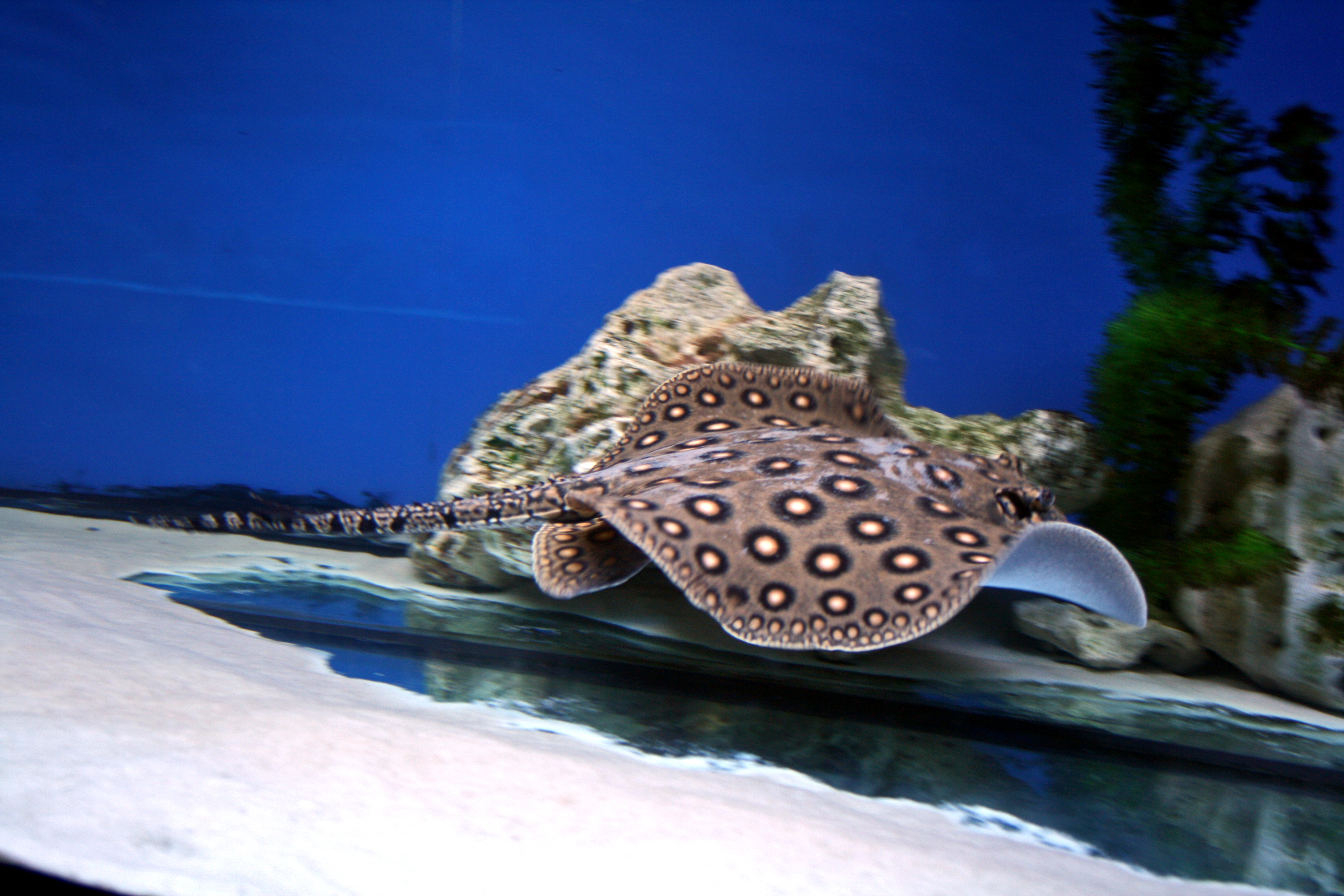
Глазчатый хвостокол в Пражском публичном аквариуме.

## Взаимодействие с человеком
Эти скаты являются объектом целевого лова. На мелководье их бьют гарпуном, а также ловят на крючок. У них вкусное мясо. Из-за привлекательной окраски молодых особей их отлавливают для продажи в качестве декоративных аквариумных рыб. Они хорошо уживаются в неволе, где способны размножаться. Данных для оценки Международным союзом охраны природы статуса сохранности вида недостаточно.